# أبو هيل (مترو دبي)
محطة أبو هيل (بالإنجليزية: Abu Hail station)‏؛ هي محطة نقل سريع على الخط الأخضر لشبكة مترو دبي التي تخدم دبي في الإمارات العربية المتحدة. تخدم مناطق هور العنز في ديرة، وتقع منطقة أبو هيل نفسها شمال هور العنز.
افتتحت المحطة في 9 سبتمبر 2011، تقع المحطة بالقرب من عدد من خطوط الحافلات.